# I Gudinnans hand
I Gudinnans hand, In the Hand of the Goddess, är en fantasyroman av Tamora Pierce. Den utgör den andra delen av totalt fyra i serien Lejoninnans sång.

## Handling
I den här boken följer vi Alanna genom krig och kärlek i hennes liv som nybliven väpnare åt Prins Jonathan av Conté. Hennes känslor för både Jonathan och tjuvarnas konung George komplicerar hennes tillvaro, och hennes misstankar mot prinsens kusin, Hertig Roger, stärks allt mer. Alanna tvingas fortfarande dölja att hon är kvinna för att tillåtas fortsätta träna till riddare, men med hjälp av hennes beskyddare Modergudinnan, den talande katten Trogen och alla hennes tidigare vänner möter hon alla utmaningar hon måste för att få sin sköld. 